# Schnalskamm
Der Schnalskamm (auch Schnalser Kamm) ist ein Gebirgskamm in den südlichen Ötztaler Alpen zwischen der Weißkugel (oder dem Hochjoch) und der Hochwilde. Er bildet die Grenze zwischen dem österreichischen Bundesland Tirol und der italienischen Provinz Südtirol. Auf seiner Südseite befindet sich das namensgebende Schnalstal.
Der Grat verläuft hauptsächlich von West nach Ost und ist Teil des Alpenhauptkamms. Der Schnalskamm bildet zusammen mit dem Gurgler Kamm, der den Schnalskamm bei der Hochwilde in nordwestliche Richtung fortsetzt, den 
Hauptkamm der Ötztaler Alpen. Die auf der Südtiroler Seite abfallenden Flanken sind etwa ab der Fineilspitze ostwärts Teil des Naturparks Texelgruppe.
Der westliche Endpunkt, die Weißkugel (3738 m ü. A.), ist gleichzeitig die höchste Erhebung des Schnalskamms. Weitere bekannte Gipfel sind die Fineilspitze (3514 m ü. A.), der Similaun (3599 m ü. A.) und die Hintere Schwärze (3624 m ü. A.). Bei der Fineilspitze, in der Nähe der Fundstelle des Ötzi, zweigt nach Nordosten der Kreuzkamm als Seitenkamm ab. Als weiterer Seitenkamm verläuft beginnend bei der Karlesspitze (3462 m ü. A.) der Ramolkamm nach Norden zum Nederkogel (3163 m ü. A.) [alle Höhen]. An der Inneren Quellspitze 3516 m ü. A. löst sich der Saldurkamm Richtung Süden.
Die bedeutendsten Übergänge über den Kamm sind das Niederjoch (3017 m) und das Hochjoch (2861 m). Am dazwischenliegenden Tisenjoch (3188 m) wurde 1991 die Gletschermumie „Ötzi“ gefunden.
Eine vollständige Liste aller Dreitausender findet sich in der Liste der Dreitausender im Ötztaler Hauptkamm.

## Belege
1. ↑  Ernst Höhne: Knaurs Lexikon für Bergfreunde / Die Alpen zwischen Chiemsee und Dolomiten. Droemer Knaur, München 1986, ISBN 3-426-26222-3, S. 248.
2. ↑  gemäß AMap bzw. BEV (bei fehlender Anzeige Seite neu laden)